# دیرک گریتز پومپ
دیرک گریتز پومپ (انگلیسی: Dirck Gerritsz Pomp; ۱ ژانویهٔ ۱۵۴۴ – ۱ ژانویهٔ ۱۶۰۸) گردشگر اهل هلند بود. یک ملوان هلندی قرن ۱۶–۱۷ و اولین هلندی شناخته شده‌ای بود که از چین چین و ژاپن بازدید کرد. پومپ در انک‌هایزن در هلند بورگوندی به دنیا آمد.